# Aldo Pescatori
Aldo Pescatori (Bengasi, 22 giugno 1916 – ...) è stato un militare italiano insignito della medaglia d'oro al valor militare a vivente nel corso della seconda guerra mondiale.

## Biografia
Nacque a Bengasi, Cirenaica, il 22 giugno 1916, figlio di Armando e Maria Anceschi.  Conseguita la maturità classica presso il Liceo "Vincenzo Gioberti" di Torino, nell'ottobre 1935 iniziò a frequentare la Regia Accademia Militare di Artiglieria e Genio di Torino da cui uscì due anni dopo con la nomina a sottotenente dell'arma di artiglieria in servizio permanente effettivo. Terminati i due anni presso la Scuola di applicazione d'arma, promosso tenente, fu assegnato al 20º Reggimento artiglieria di corpo d'armata che raggiunse in Africa Settentrionale Italiana nell'agosto del 1939. Alla dichiarazione di guerra a Francia e Gran Bretagna, il 10 giugno 1940, comandava la 3ª batteria da 105/28 del reggimento. Rimasto ferito nel combattimento di El Mechili il 25 gennaio 1941 durante la prima offensiva inglese, fu rimpatriato a bordo di una nave ospedale e ricoverato in luoghi di cura decorato di medaglia d'argento al valor militare. Riprese servizio attivo nel marzo successivo al deposito dell'8º Reggimento artiglieria di corpo d'armata; passò poi al 134º Reggimento artiglieria motorizzato, dove nel luglio fu promosso capitano con anzianità dal gennaio dello stesso anno, ed infine, dietro sua domanda, nell'ottobre 1942 fu trasferito al 30º Raggruppamento del XXXV Corpo d'armata sul fronte russo. Comandante della lª batteria del I gruppo, fu ferito in combattimento il 18 dicembre, durante la seconda battaglia difensiva del Don, mentre si trovava nell’osservatorio di Lawis sul fiume Don; ferito una seconda volta il 19 gennaio 1943 durante il ripiegamento nella conca di Arbusow, riportò nel corso dell'ultima notte di ritirata il congelamento agli arti inferiori. Rientrato in Patria a bordo di un treno ospedale, fu sottoposto ad amputazione degli arti e, dopo lunghe degenze in ospedali e in convalescenziari, venne collocato in posizione di riserva ed, iscritto nel Ruolo d'Onore dal 28 maggio 1945, ottenne la medaglia d'oro al valor militare a vivente le successive promozioni a maggiore ed a tenente colonnello. Laureatosi in giurisprudenza nell'Università di Roma si stabilì a Casanova di Carinola (provincia di Caserta).

### Annotazioni
1. ↑  Armando divenne generale di corpo d'armata, ed aveva un altro figlio anche lui ufficiale d'artiglieria.

### Fonti
1. ↑  Gruppo Medaglie d’Oro al Valore Militare 1965, p. 141.
2. 1 2 3 4 5 6 7 8  Combattenti Liberazione.
3. 1 2 3  Gruppo Medaglie d’Oro al Valore Militare 1952, p. 109.
4. ↑  Quirinale - scheda - visto 23 marzo 2023